# Światowy Tydzień Przestrzeni Kosmicznej
Światowy Tydzień Przestrzeni Kosmicznej (ang. World Space Week) – okolicznościowy tydzień organizowany corocznie w dniach 4-10 października w państwach członkowskich ONZ, ustanowiony przez Zgromadzenie Ogólne rezolucją 54/68 z 6 grudnia 1999 roku.
Daty upamiętniają:
- 4 października 1957 – wystrzelenie w przestrzeń kosmiczną pierwszego sztucznego satelity Sputnika 1 przez Związek Socjalistycznych Republik Radzieckich,
- 10 października 1967 – wejście w życie Traktatu o przestrzeni kosmicznej podpisanego 27 stycznia 1967 przez przedstawicieli rządów Stanów Zjednoczonych, Wielkiej Brytanii i Związku Radzieckiego.

Celem obchodów jest uznanie wkładu naukowców i badań nad przestrzenią kosmiczną w rozwój ludzkości.